# Loekie Metz
Louise Estella Julia (Loekie) Metz of Loekie van Luijn-Metz (Amsterdam, 3 juni 1918 – Rotterdam, 29 december 2004) was een Nederlandse beeldhouwster en medailleur.

## Leven en werk
Metz was een dochter van Tobias Philip Metz (1873-1942), adjunctcommies bij de Rijksverzekeringsbank, en Sara Zeckendorf (1883-1942). Ze werd opgeleid aan het Instituut voor Kunstnijverheidsonderwijs (1934-1936), de Rijksnormaalschool voor Teekenonderwijzers (1936-1939) te Amsterdam en vervolgens aan de Rijksakademie van beeldende kunsten (1939-1942) te Amsterdam, waar zij beeldhouwkunst studeerde bij Jan Bronner.
Vanwege haar Joodse achtergrond moest Metz tijdens de Tweede Wereldoorlog onderduiken. Ze vond onderdak bij medestudent Jan van Luijn, met wie ze na de oorlog enige jaren gehuwd was. Haar ouders werden vermoord in Auschwitz. Kort na de oorlog werd Metz met de beeldhouwers Van Luijn, Pieter d'Hont en Joop Hekman uitgenodigd voor een groepstentoonstelling van het Utrechtse genootschap Kunstliefde.
Metz is vooral bekend geworden door haar reliëfs en penningen. Zo ontwierp zij de penningen Opening Nederlandsche Bank in 1968 en Lof der Zotheid in 1969 (ter gelegenheid van de Erasmusherdenking). Zij kreeg opdracht voor penningen met beeltenissen van: Peter Paul Rubens, Vincent van Gogh, Johannes Vermeer, Albrecht Dürer, Karel van Mander en koningin Beatrix. Ook ontwierp zij sportpenningen voor de Monnaie in Parijs. Haar figuratieve beelden bevinden zich vooral in de openbare ruimte in Rotterdam.
Metz overleed op 86-jarige leeftijd en werd begraven op de Algemene Begraafplaats Hofwijk.

## Werken (selectie)
- Indiaan (1960), reliëf Rotterdam-Hoogvliet
- Geloof en vrijheid (1961), reliëf Rotterdam-Noord
- Het daghet in het oosten (1962), sculptuur Rotterdam-Hillegersberg
- Meisje met hoepels (1962/1995), sculptuur Rotterdam-Centrum
- De weesmeisjes (1965), sculptuur Rotterdam-Pendrecht
- Joods monument 1940-1945 (1967/1981), stadhuis Rotterdam
- Drie schildpadden (1974/1993), fontein/sculptuur Rotterdam-Bospolder
- Zonder titel (1981/2002), sculptuur Rotterdam-Spangen
- Reliëf P.C. Hooft (1981), binnenplaats Muiderslot, Muiden

## Fotogalerij

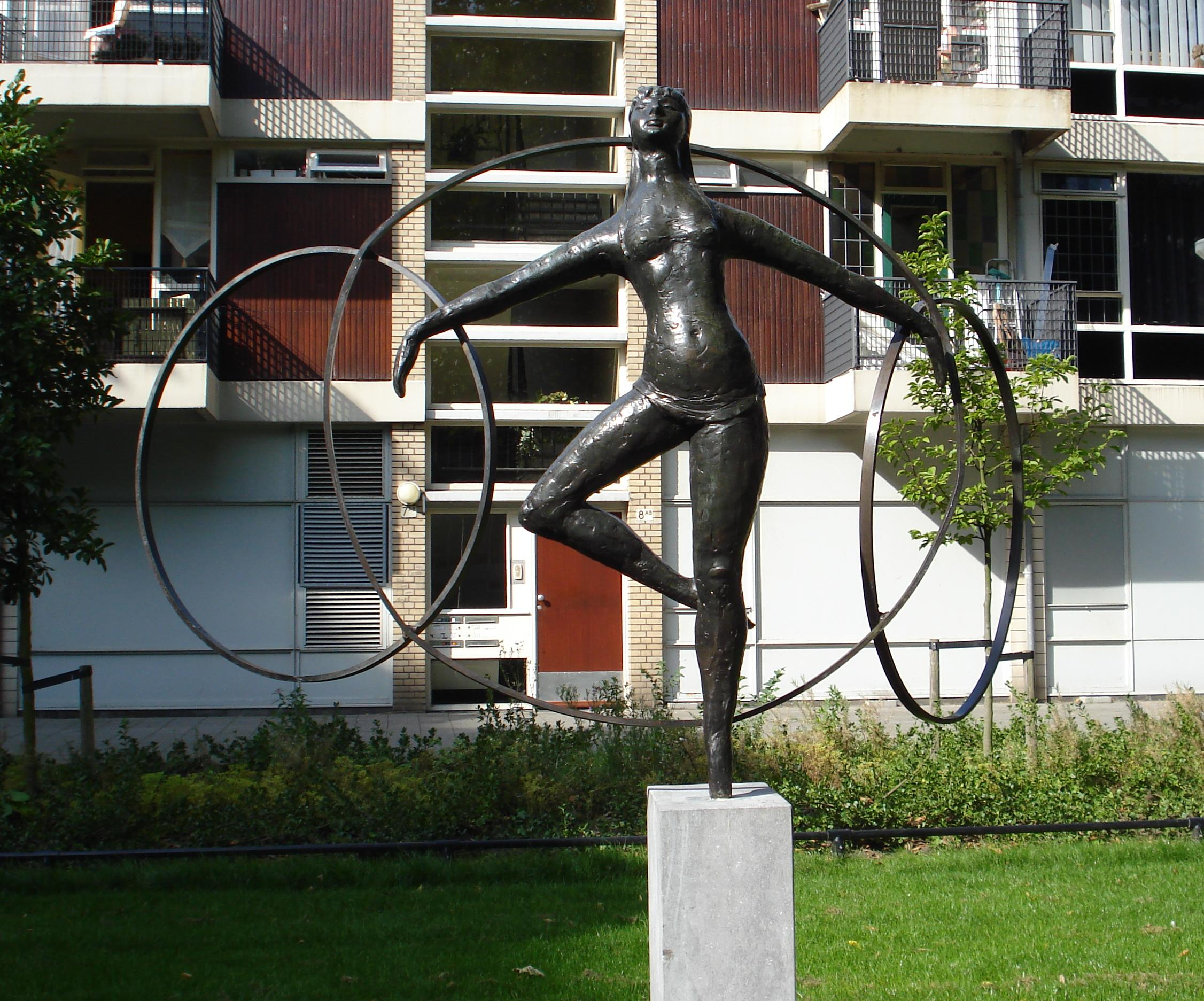
Meisje met hoepels, Rotterdam
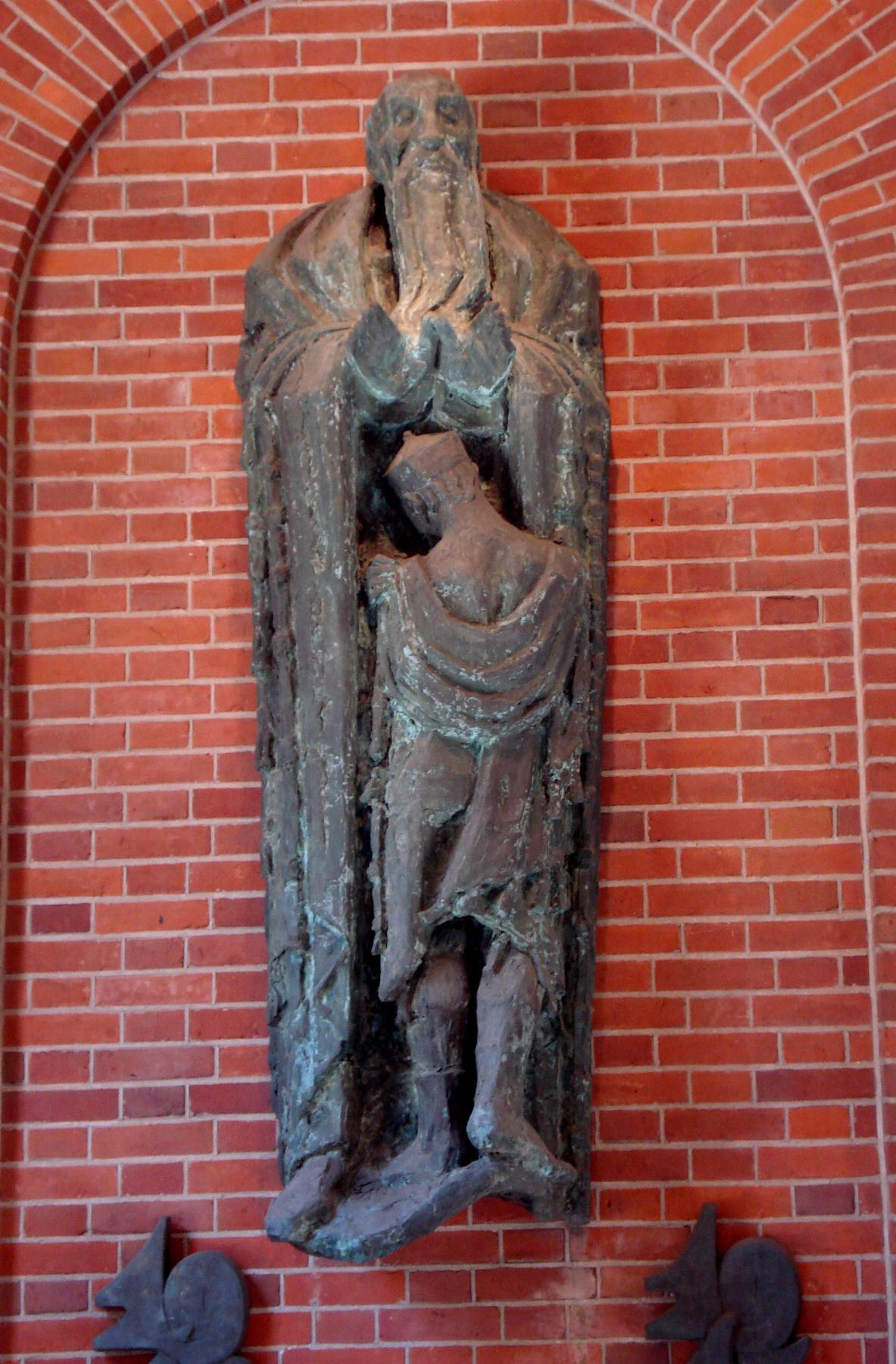
Joods Monument, Stadhuis Rotterdam
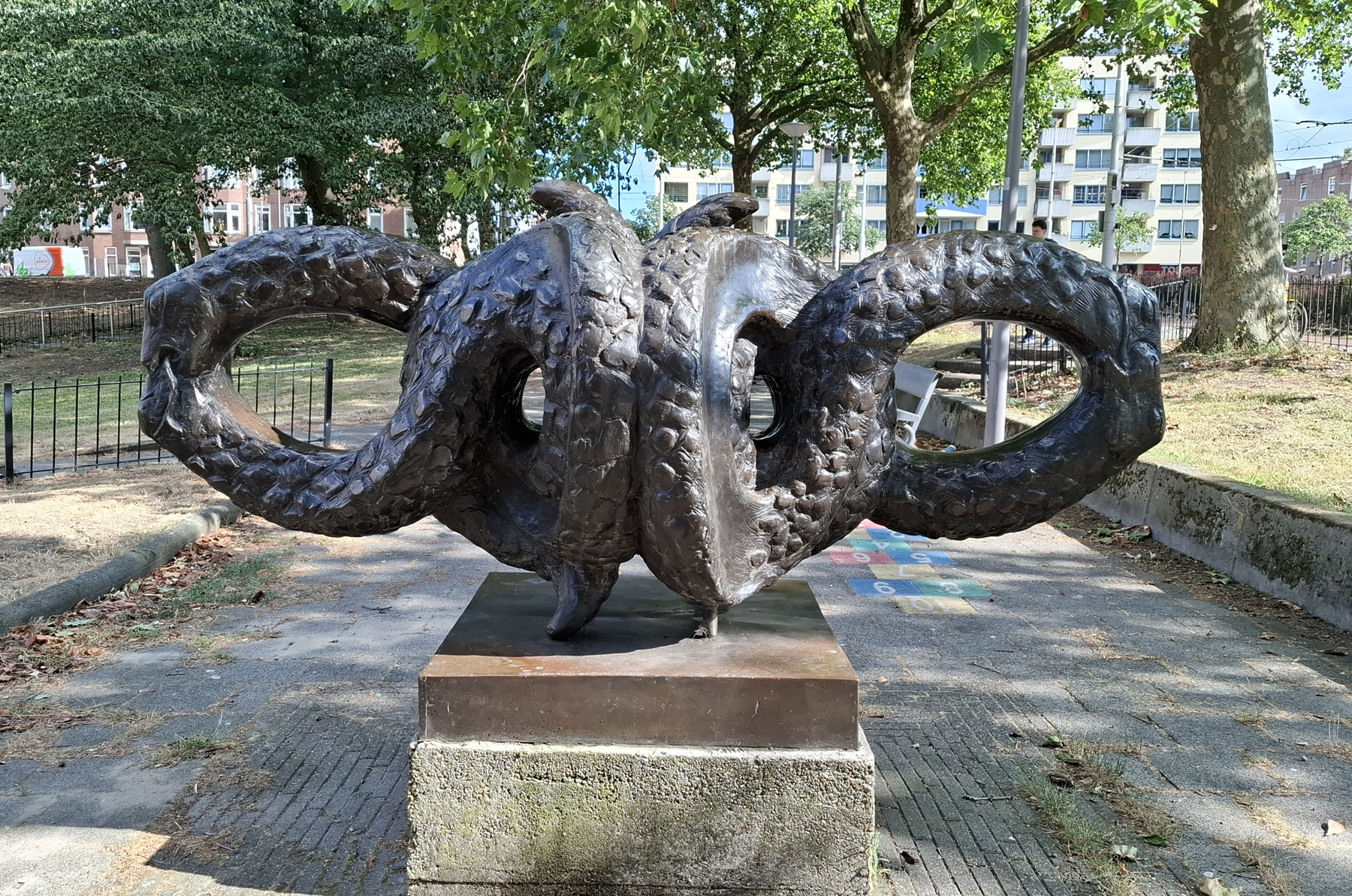
Zonder titel, Rotterdam-Spangen
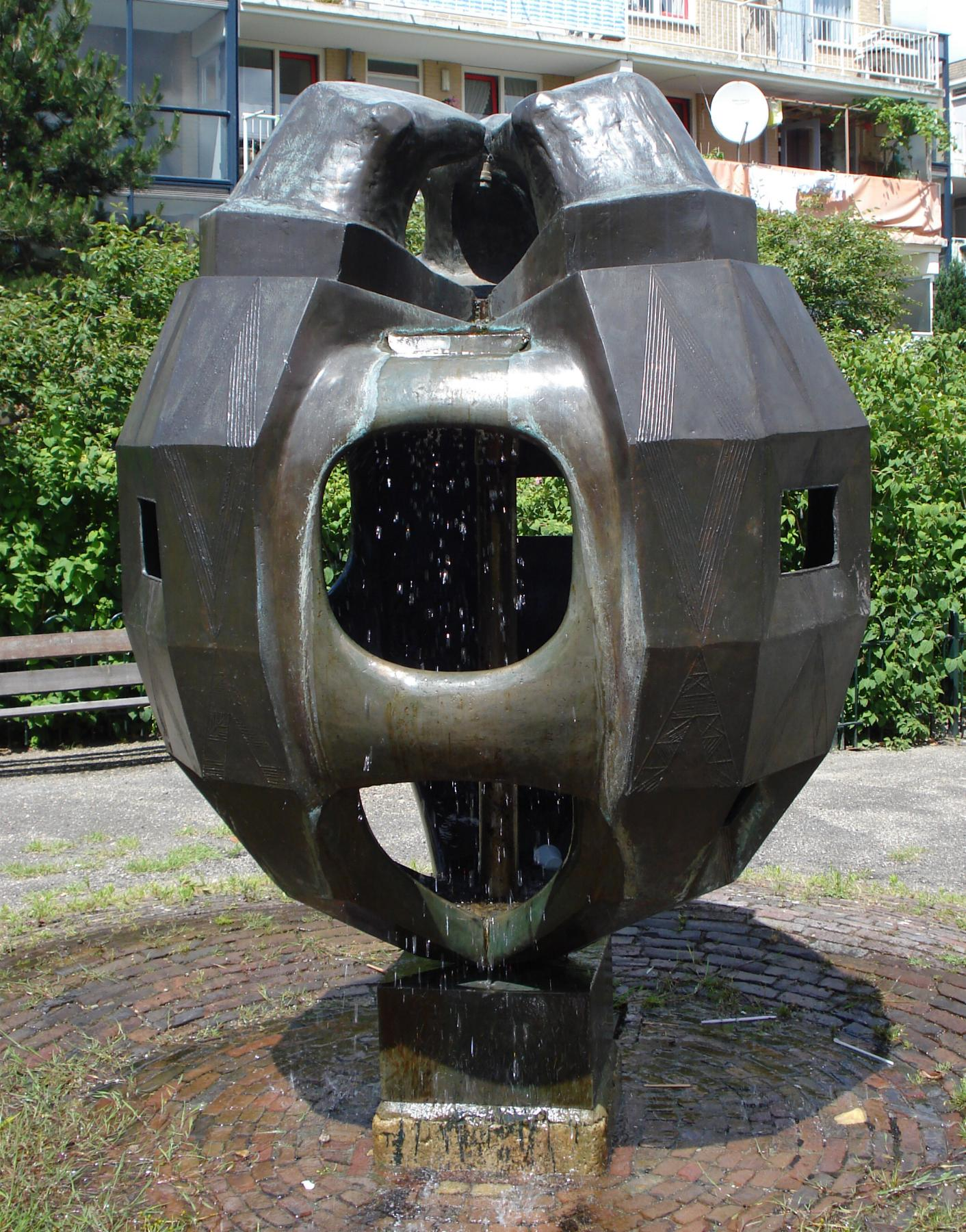
Drie schildpadden, Rotterdam-Bospolder
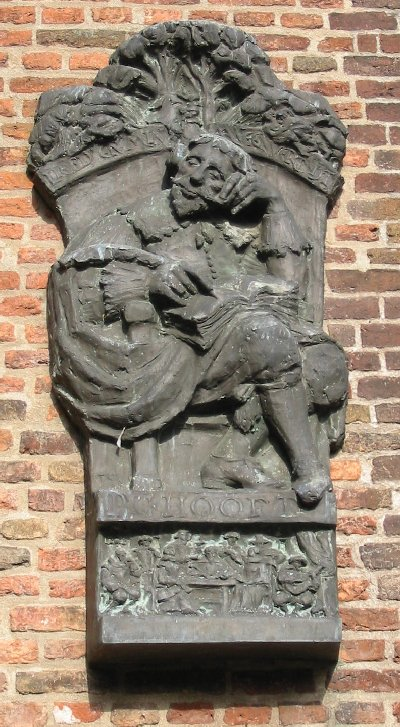
Reliëf P.C. Hooft, Muiderslot

- Biografisch Portaal: 45793652
- RKD-Nederlands Instituut voor Kunstgeschiedenis: 55566